# Киселёв, Дмитрий Михайлович
Дмитрий Михайлович Киселев (1775—1843) — донской казачий войсковой старшина, участник войн с Швецией и Францией, основатель села Киселево. Георгиевский кавалер (№ 2063 (934); 17 февраля 1809).
Родился в Дурновской станице Черкасского городка в семье штаб-офицера Войска Донского. Карьеру начал полковым писарем на ямской службе в Олонецкой губернии. В 1801 году принял участие в Индийском походе. В ходе Войны четвертой коалиции отличился в сражении при Прейсиш-Эйлау, получив орден святого Владимира 4-й степени.
В 1809 году разведал путь перехода русской армии Барклая де Толли на шведский берег через лед Кваркен, за что получил орден святой Анны. После окончания войны с Швецией вернулся на Дон, основал поселение и 1819 году получил чин подполковника. В 1837 году Указом Императора Николая I Дмитрий Киселев был пожалован дворянским гербом.